# Amastus hannemanni
Amastus hannemanni là một loài bướm đêm thuộc phân họ Arctiinae, họ Erebidae.